# Шапел О Брок
Шапел О Брок (фр. Chapelle-aux-Brocs) насеље је и општина у централној Француској у региону Лимузен, у департману Корез која припада префектури Бриве ла Гајар.
По подацима из 2011. године у општини је живело 406 становника, а густина насељености је износила 81,36 становника/km². Општина се простире на површини од 4,99 km². Налази се на средњој надморској висини од 360 метара (максималној 349 m, а минималној 137 m).

## Демографија
| 1962. | 1968. | 1975. | 1982. | 1990. | 1999. | 2011. |
| ----- | ----- | ----- | ----- | ----- | ----- | ----- |
| 175   | 185   | 200   | 212   | 345   | 342   | 406   |

График промене броја становника у току последњих година